# Sluiskil
Sluiskil est un village appartenant à la commune néerlandaise de Terneuzen, situé dans la province de la Zélande, en Flandre zélandaise. En 2009, le village comptait 2 370 habitants.

## Personnalités liées à la communauté
- Lodewijk van den Berg (1932-2022), chimiste et astronaute hollandais naturalisé américain.